# Desarrollo de los helechos
Los helechos y plantas afines se desarrollan a partir de esporas. El desarrollo de los helechos es una descripción de los procesos que conducen a la formación del esporófito y del gametofito en estos vegetales.

## Desarrollo temprano
Las esporas de los helechos son esféricas con una polaridad apical/basal que son definidas por marcas que varían de una a tres en los ápices espóricos. Es a partir de estas marcas que las esporas germinan y se da la primera división del núcleo que es asimétrica. Este núcleo migra hacia el polo proximal de la espora y luego hacia la cara ecuatorial donde ocurre su división.
Estudios realizados por Bassel & Miller sugieren que esta primera división asimétrica es vital para la formación del rizoide, sin que esta exista, el rizoide no se desarrolla. (Bassel y Miller, 1982). Se ha sugerido según estudio realizados en Ceratopteris que la luz y la gravedad son factores determinantes en la migración nuclear y por consiguiente en la formación de dicha asimetría. Esta división genera una célula basal larga y una célula apical corta. La célula apical se divide en un plano paralelo a la superficie espórica y da lugar a un protonema tricelular (en el caso de Ceratopteris), a esta fase del desarrollo del helecho se le conoce como la fase filamentosas dadas las características del protonema. Una vez el protonema inicia divisiones bidimensionales se da partida a la formación del prótalo, esta transición de crecimiento unidimensional del protonema a bidimensional del prótalo parece estar regulada por la luz.

## Desarrollo del gametofito
El desarrollo del gametofito en helechos es regulado por factores lumínicos, es por esto que varios artículos de la literatura se refieren a una fotomorfogénesis del gametofito (Banks, 1999).
Se ha observado que en respuesta a la luz roja se promueve la germinación y la primera mitosis del gametofito mientras que la luz azul inhibe dichos procesos. Estos procesos son regulados por fitocromos, en el caso de Adiantum capillus verenis y Anemia phyllitidis estos componentes son codificados por familias genéticas conocidas como Adiantum PHY1, PHY2, PHY3 y Anemia PHY1 , PHY2 , PHY3 , PHY4 (REF 43,50,74). Asimismo, tres distintos criptocromos llamados AdiCRY1, AdiCRY2, AdiCRY3 se han aislado de Adiantum. Aunque todos los tres genes son expresados en tejidos esporofíticos y gametofíticos de Adiantum, no se sabe muy bien sus funciones en los procesos regulados por luz azul.

## Modelos de determinación sexual del gametofito
En los helechos muchas especies producen gametófitos dimórficos que pueden ser masculinos, femeninos o hermafroditas. Una feromona llamada anteridiógena es la encargada de determinar el fenotipo sexual en muchos helechos homospóricos. Estas son sintetizadas y secretadas por los miembros hermafroditas o femeninos de una población e inducen el desarrollo masculino en gametófitos jóvenes e indeterminados de la misma población. En Ceratopteris se han identificado cuatro clases fenotípicas mutantes. Aquellos que siempre son hermafroditas, son llamados mutantes tra (por transformer), los que siempre son femeninos son llamados mutantes fem (por feminization) y finalmente los que en presencia de anteridiogenos son siempre machos, pero en ausencia de dicha hormona producen un gametofito hermafrodita con 10 veces más de anteridios que lo normal, estos son llamados mutantes man (por many antheridia). (Banks,1999)

## Desarrollo del esporófito
Una vez se ha fecundado el huevo (en el arquegonio o gametofito femenino) por gametos masculinos (producidos por el anteridio o gametofito masculino) , el zigoto inicia el desarrollo del esporófito. Luego de esto las células en el meristema del gametofito paran su división y no se producen nuevos gametangios. Una vez que el gametofito ha muerto, el esporófito desarrolla su primera raíz, sugiriendo que la fertilización provoca cierta señal que parece “envenenar” el gametofito (Banks,1999). El esporófito consiste en las frondas visibles de los helechos que contienen los soros (órganos productores de esporas).

## Genes homeóticos
Ceratopteris richardi es un helecho anual semitropical y crece en ambientes semiacuáticos , pertenece al orden Filicales los cuales se caracterizan por ser helechos leptoesporangiados y esporófitos con raíces adventicias, además de frondas largas y esporangios abaxiales. Los gametófitos son pequeños, exospóricos y de vida libre, son precisamente estas características las que lo hacen un organismo modelo experimental que es fácilmnete cultivable y claramente observable durante su desarrollo.(Banks,1999) Los genes MADS son una familia de genes que codifican diversos factores de transcripción que controlan la identidad floral en muchas angiospermas. En Ceratopteris richardi cinco genes MADS han sido clonados y se han nombrado como CMADS 1, 2, 3, 4 y 6. La expresión de estos genes se ha observado solamente en tejidos gametofíticos, mas no esporofíticos, sugiriendo que las especialización de la función de los genes MADS como selector homeótico en los linajes vegetales fueron importantes en la evolución de la evolución de los órganos florales. ==